# Дурга-пуджа
Ду́рга-пу́джа (бенг. দুর্গা পূজা, «поклонение Дурге»), также Дурго́тсав (бенг. দুর্গোৎসব, «фестиваль Дурги») — индуистский праздник поклонения богине Дурге, проводимый осенью и продолжающийся четыре дня. Дата проведения Дурга-пуджи каждый год определяется в соответствии с традиционным индуистским календарём. В ходе праздника Дурга-пуджи, индуисты также поклоняются Шиве, Лакшми, Ганеше, Сарасвати и Картикее.

Дурга-пуджа

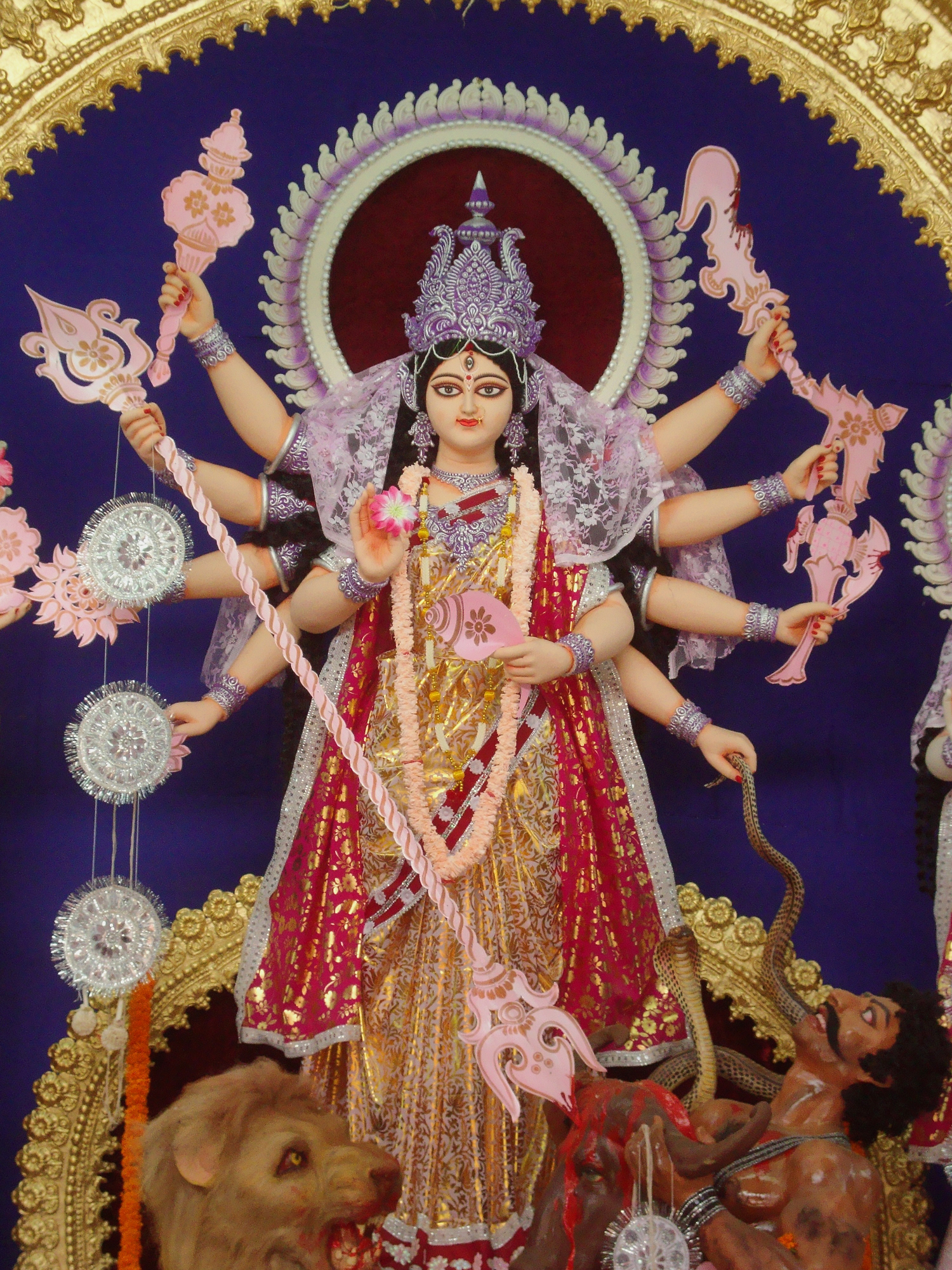
Дурга

Дурга-пуджа особенно широко празднуется в индийских штатах Западная Бенгалия, Ассам, Джаркханд, Орисса и Трипура, где все четыре дня праздника — официальные праздничные дни. Дурга-пуджа также является крупным праздником в Непале и отмечается индуистским населением Бангладеш, где последний день является национальным праздником. Дурга-пуджа является крупнейшим праздником для бенгальцев и наиболее значимым общественным и культурным событием в Западной Бенгалии. Дурга-пуджу также празднуют в Дели, Уттар-Прадеш, Бихаре, Махараштре, Гуджарате, Пенджабе, Кашмире, Карнатаке и Керале. Праздник также проводится индийскими диаспорами в странах Запада. В 2006 году церемония Дурга-пуджи впервые в истории состоялась в Британском музее.
Значение Дурга-пуджи постепенно возрастало в период британского колониального владычества Индии. Позднее, праздник стал одним из символов индийского национально-освободительного движения. После получения Индией независимости от Великобритании, Дурга-пуджа превратилась в один из основных индуистских праздников в стране.

## Даты проведения
- 2011 год — 2-6 октября[2].
- 2012 год — 20-24 октября.
- 2013 год — 9-13 октября.
- 2014 год — 1-5 октября.
- 2015 год - 19-23 октября.
- 2016 год - 7-11 октября.
- 2017 год - 26-30 сентября.
- 2018 год - 15-19 октября.
- 2019 год - 4-8 октября.
- 2020 год - 22-26 октября.
- 2021 год - 11-15 октября.
- 2022 год - 1-5 октября.
- 2023 год - 20-24 октября.